# كليمنتين بويداتز
كليمنتين بويداتز (بالفرنسية: Clémentine Poidatz)‏ هي ممثلة فرنسية، ولدت في 19 يونيو 1981 بباريس في فرنسا.

## أعمال

### أفلام
- (2006) ماري أنطوانيت[7]
- (2008) مرحبا، وداعا

## وصلات خارجية
- كليمنتين بويداتز على موقع IMDb (الإنجليزية)
- كليمنتين بويداتز على موقع ألو سيني (الفرنسية)
- كليمنتين بويداتز على موقع أول موفي (الإنجليزية)
- كليمنتين بويداتز على موقع قاعدة بيانات الفيلم (الإنجليزية)
- كليمنتين بويداتز على موقع كينوبويسك (الروسية)